# Холокост в Круглянском районе
Холокост в Кругля́нском районе — систематическое преследование и уничтожение евреев на территории Круглянского района Могилёвской области оккупационными властями нацистской Германии и коллаборационистами в 1941—1944 годах во время Второй мировой войны, в рамках политики «Окончательного решения еврейского вопроса» — составная часть Холокоста в Белоруссии и Катастрофы европейского еврейства.

## Геноцид евреев в районе
Круглянский район был полностью оккупирован немецкими войсками в июле 1941 года, и оккупация продлилась почти три года — до 28 июня 1944 года. Нацисты включили Круглянский район в состав территории, административно отнесённой к зоне армейского тыла группы армий «Центр». Комендатуры — полевые (фельдкомендатуры) и местные (ортскомендатуры) — обладали всей полнотой власти в районе.
Для осуществления политики геноцида и проведения карательных операций сразу вслед за войсками в район прибыли карательные подразделения войск СС, айнзатцгруппы, зондеркоманды, тайная полевая полиция (ГФП), полиция безопасности и СД, жандармерия и гестапо.
Во всех крупных деревнях района были созданы районные (волостные) управы и полицейские гарнизоны из коллаборационистов.
Одновременно с оккупацией нацисты и их приспешники начали поголовное уничтожение евреев. «Акции» (таким эвфемизмом гитлеровцы называли организованные ими массовые убийства) повторялись множество раз во многих местах. В тех населенных пунктах, где евреев убили не сразу, их содержали в условиях гетто вплоть до полного уничтожения, используя на тяжелых и грязных принудительных работах, от чего многие узники умерли от непосильных нагрузок в условиях постоянного голода и отсутствия медицинской помощи.
За время оккупации практически все евреи Круглянского района были убиты, а немногие спасшиеся в большинстве воевали впоследствии в партизанских отрядах.
Евреев в районе убили в Круглом, Круче, Новопрудье, Тетерино, Шепелевичах, Старом Полесье и других местах.

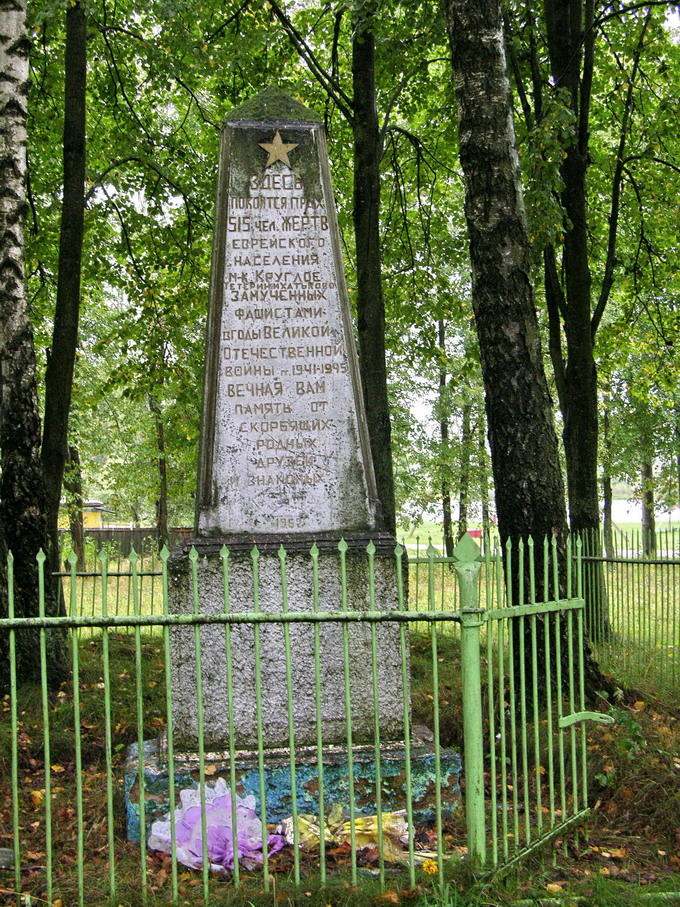
Памятник убитым евреям в Круглом, в том числе и из Кручи, Шепелевичей, Тетерино и Хатьково

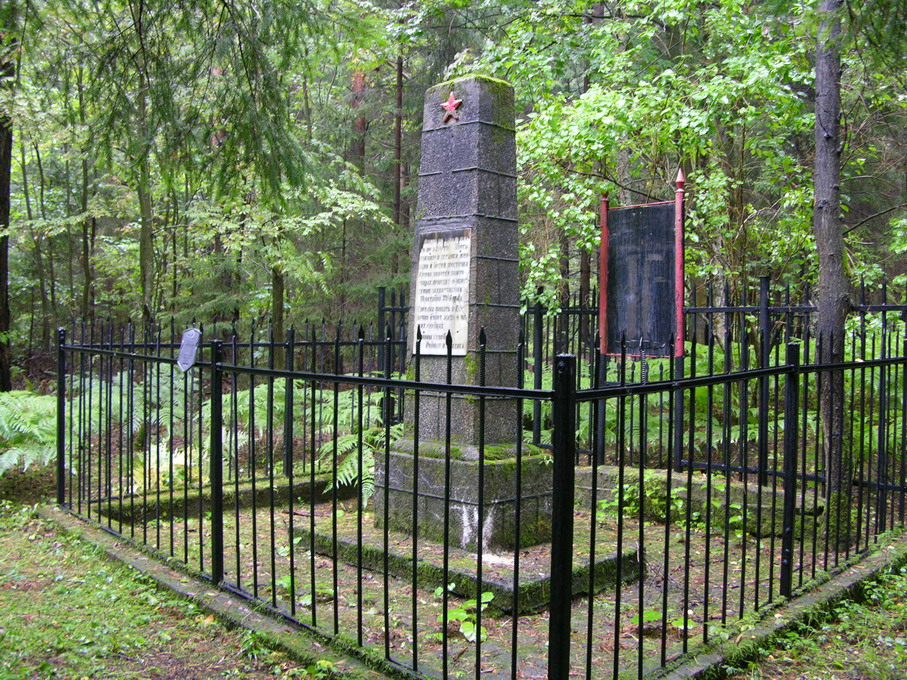
Памятник евреям Кручи

## Гетто
Оккупационные власти под страхом смерти запретили евреям снимать желтые латы или шестиконечные звезды (опознавательные знаки на верхней одежде), выходить из гетто без специального разрешения, менять место проживания и квартиру внутри гетто, ходить по тротуарам, пользоваться общественным транспортом, находиться на территории парков и общественных мест, посещать школы.
Реализуя нацистскую программу уничтожения евреев, немцы создали на территории района 3 гетто:
- В гетто города Круглое (лето 1941 — лето 1942) были замучены и убиты около 900 евреев.
- В гетто деревни Круча[бел.] (Филатовский сельсовет) (лето 1941 — 10 октября 1941) были убиты 169 евреев.
- В гетто деревни Шепелевичи[бел.] Тетеринского сельсовета (лето 1941 — 12 декабря 1941) были замучены и убиты не менее 100 евреев.

## Случаи спасения и «Праведники народов мира»
В Круглянском районе 5 человек были удостоены почетного звания «Праведник народов мира» от израильского мемориального института «Яд Вашем» «в знак глубочайшей признательности за помощь, оказанную еврейскому народу в годы Второй мировой войны»:
- Борисенок Анна — за спасение Сацункевича Леонида в деревне Шепелевичи[9][14].
- Барановская Виктория — за спасение Сацункевича Леонида в деревне Козел[15].
- Гончарова (Корнеева) Ольга, Дьякова (Корнеева) Любовь и Лосева (Корнеева) Татьяна — за спасение Хосид (Шумаковой) Раисы в деревне Литовск[16].

## Память
Опубликованы неполные списки жертв геноцида евреев в Круглянском районе.
Памятники убитым евреям района установлены в Круглом и Круче.
В деревне Новопрудье в 1967 году установлен памятник семье Зеликовых, расстрелянных нацистами в 1942 году.